# 布里森巴赫河

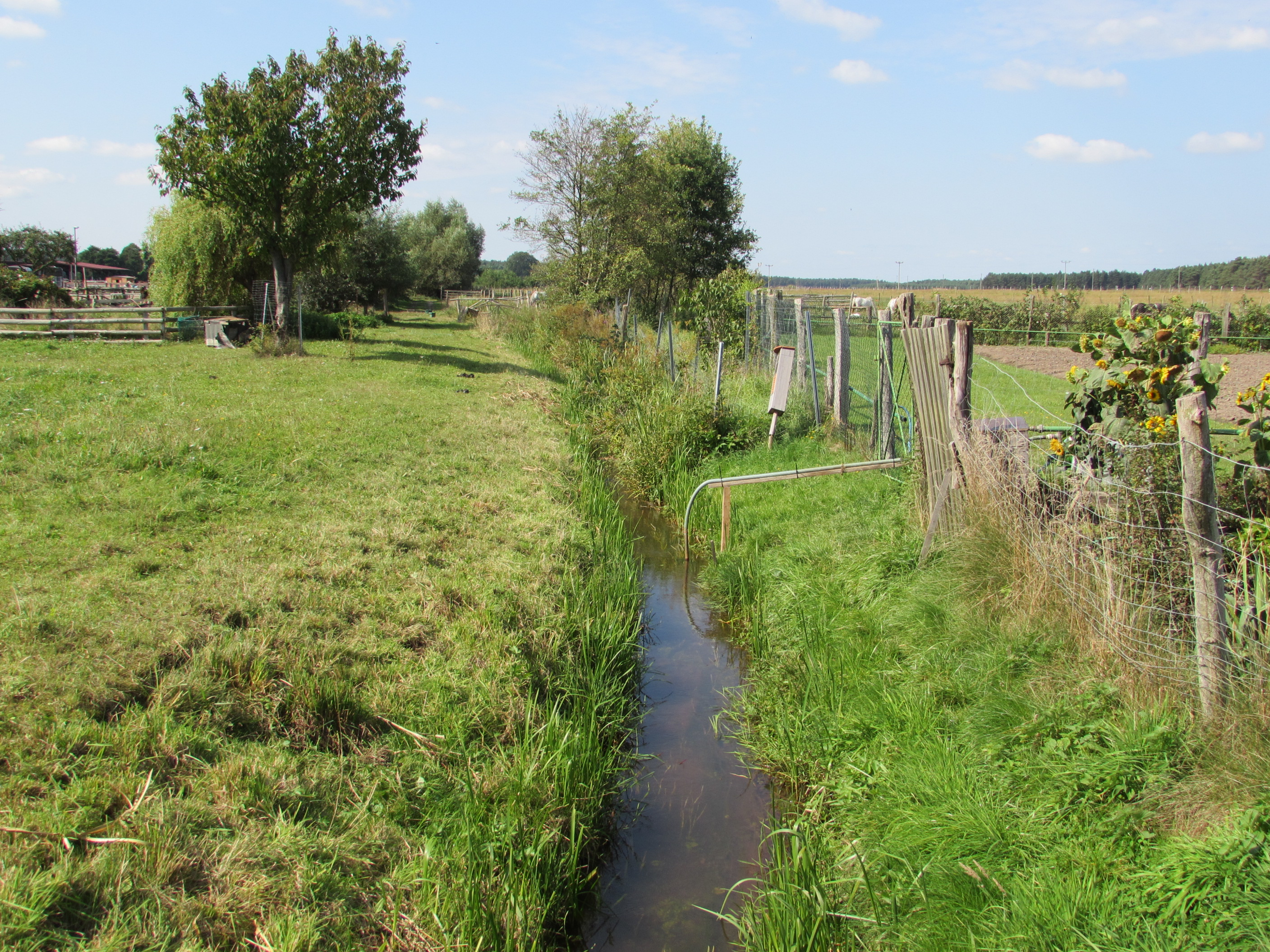
布里森巴赫河

52°16′19″N 12°26′32″E / 52.27181°N 12.44210°E
布里森巴赫河（德語：Briesener Bach），是德國的河流，位於該國東北部，由勃蘭登堡州負責管轄，屬於費洛倫瓦瑟河的支流，河道全長4.8公里，流域面積17.3平方公里。